# Wybory parlamentarne na Tonga w 2010 roku
Wybory parlamentarne na Tonga odbyły się 25 listopada 2010 w ramach procesu demokratyzacji tongijskiego systemu politycznego, zapowiedzianego w lipcu 2008 przez króla Jerzego Tupou V, tuż przed jego koronacją.

## Reforma systemu politycznego
W celu przygotowania wyborów i towarzyszącej im reformy konstytucyjnej powołano Komisję Konstytucyjno-Wyborczą. Na początku listopada 2009 komisja przedstawiła czterotomowy raport, przygotowany po 10 miesiącach konsultacji społecznych. Raport zawierał 80 rekomendacji dotyczących przyszłego ustroju wyspy. Komisja zalecała, aby król mianował premiera na wniosek Zgromadzenia Ustawodawczego, zaś ministrów na wniosek premiera wyłącznie spośród wybranych członków Zgromadzenia. Miał utracić znaczną część kompetencji wykonawczych, zachować natomiast prawo weta oraz rozwiązania parlamentu w dowolnym momencie. Komisja postulowała również, aby w wyborach obowiązywała ordynacja proporcjonalna oparta na pojedynczym głosie przechodnim.
W kwietniu 2010 Zgromadzenie Ustawodawcze przyjęło pakiet ustaw reformujących system wyborczy. Po raz pierwszy w demokratyczny sposób wybierana będzie większość członków Zgromadzenia (17 spośród 26, zamiast dotychczasowych dziewięciu). Będą oni wybierani w okręgach jednomandatowych: 10 z Tongatapu, 3 z Vavaʻu, 2 z Haʻapai oraz po jednym z Niuas i ʻEua.

## Głosowanie i wyniki
Według oficjalnych wyników opublikowanych przez komisję wyborczą wybory parlamentarne z wynikiem 28,49% ważnie oddanych głosów, które przełożyły się na 12 mandatów w Zgromadzeniu Ustawodawczym wygrała Demokratyczna Partia Wysp Przyjaznych na czele z ʻAkilisi Pohivą. Pozostałe 5 mandatów przypadło na kandydatów niezależnych na których oddano łącznie 67,30% głosów.
- Szczegółowe wyniki wyborów:

|                        | Demokratyczna Partia Wysp Przyjaznych (Democratic Party of the Friendly Islands) | 10 953 | 28,49 | 12 |
|                        | Niezależni                                                                       | 25 873 | 67,30 | 5  |
|                        | Demokratyczna Partia Ludowa (People's Democratic Party)                          | 934    | 2,43  | 0  |
|                        | Partia Trwałej Budowy Narodu (Sustainable Nation-Building Party)                 | 519    | 1,35  | 0  |
|                        | Demokratyczna Partia Pracy Tonga (Tongan Democratic Labor Party)                 | 168    | 0,44  | 0  |
|                        | Przedstawiciele szlachty                                                         | 54     | –     | 9  |
|                        | Razem                                                                            | 38 447 | 100%  | 26 |
| Źródło: Matangi Tonga. |                                                                                  |        |       |    |

W 2010 na Tonga było 42 395 zarejestrowanych wyborców, głosowało 38 516. Frekwencja wyborcza wyniosła 90,85%. Do Zgromadzenia Ustawodawczego nie została wybrana żadna kobieta. Po wyborach premier Tuʻivakanō mianował dwoje ministrów spoza składu Zgromadzenia, w tym jedną kobietę, która tym samym uzyskała z urzędu mandat poselski.